# Vlaamse Volksbeweging
 (juillet 2015).
Si vous disposez d'ouvrages ou d'articles de référence ou si vous connaissez des sites web de qualité traitant du thème abordé ici, merci de compléter l'article en donnant les références utiles à sa vérifiabilité et en les liant à la section « Notes et références ».

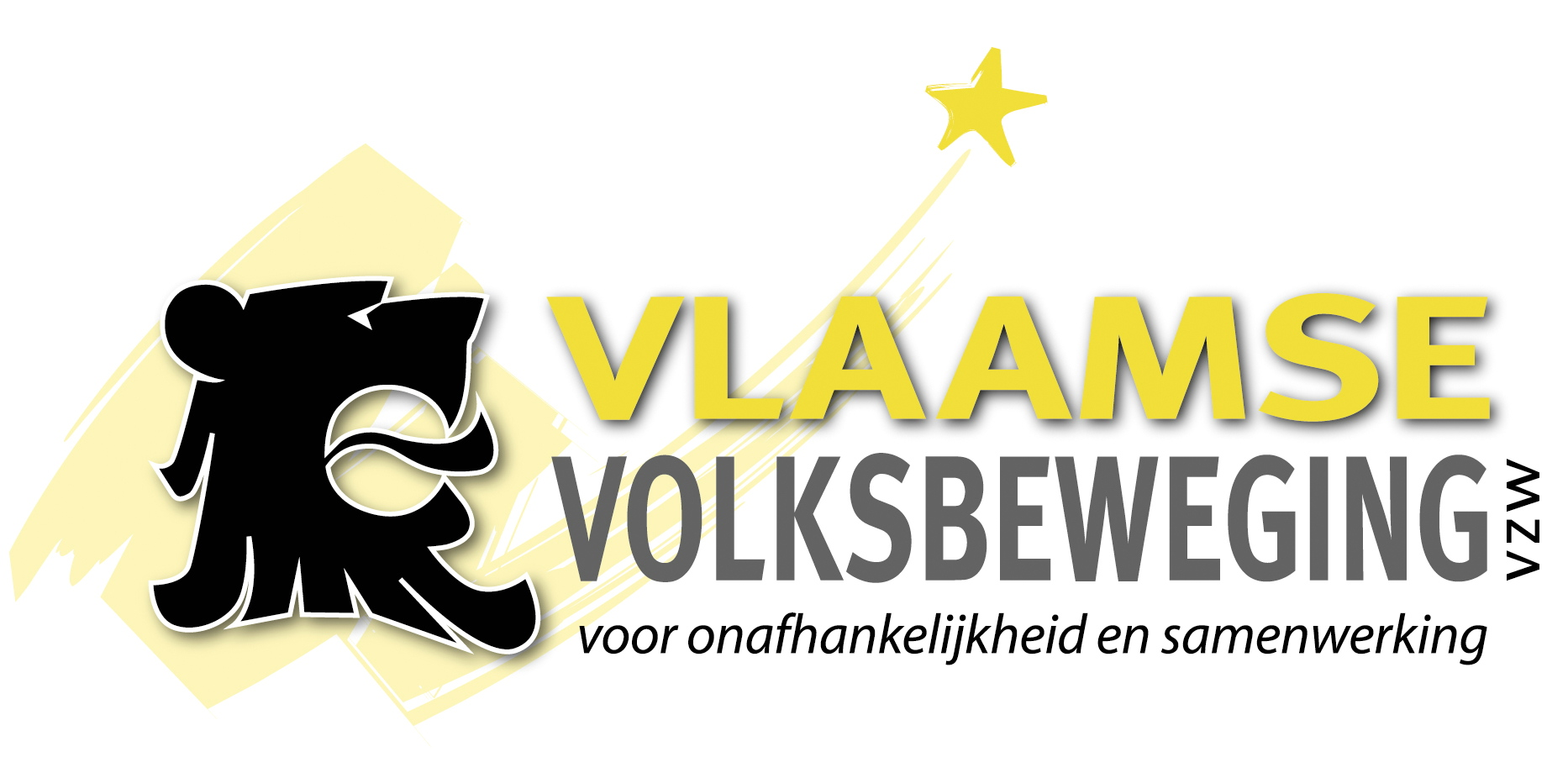
Logo du Vlaamse Volksbeweging

Le Vlaamse Volksbeweging (VVB) (traduit littéralement du néerlandais en : Mouvement populaire flamand) est une association nationaliste flamande indépendante des partis politiques. Il milite depuis 1991 pour l'indépendance de la Flandre et appartient de fait au courant nationaliste flamand à l'intérieur du mouvement flamand. Le VVB entretient de bonnes relations avec la plupart des partis politiques flamands et est la force motrice derrière l'Overlegcentrum van Vlaamse Verenigingen (en français  Centre de coordination des associations flamandes). Ses membres proviennent de toutes les tendances politiques. Il entretient des relations structurelles étroites et personnelles avec le TAK.
Le VVB a vu le jour en 1956 comme groupe de pression indépendant et pluraliste sous la présidence de Maurits Coppieters. À un congrès du VVB en 1962, Wilfried Martens lança l'idée d'un fédéralisme d'union dans une Belgique encore unitaire.
Le VVB compte environ 5000 membres et forme une des plus grandes associations socio-culturelles en Flandre. Il possède plus de 100 sections locales, des groupes de travail spécifiques et édite le périodique Grondvest.
Sous la direction du président Bart De Valck, du vice président Bernard Daelemans, du secrétaire Pieter Vandermoere et du secrétaire politique Willy De Waele, le VVB continue à militer pour l'indépendance de la Flandre et contre le "déficit démocratique belge" ainsi que contre les discriminations encore existantes dirigées envers les Flamands à l'intérieur des institutions belges à Bruxelles. Le VVB est membre fondateur de l'EPI (European Partnership for Independence) et l'ICEC (International Commission of European Citizens)

## Présidents
| Periode     | Nom                |
| ----------- | ------------------ |
| 1957 - 1963 | Maurits Coppieters |
| 1963 - 1980 | Paul Daels         |
| 1981 - 1989 | Jaak Van Waeg      |
| 1989 - 1998 | Peter De Roover    |
| 1998 - 2000 | Ivan Mertens       |
| 2000 - 2004 | Guido Moons        |
| 2004 - 2007 | Rita De Bont       |
| 2007 - 2009 | Eric Defoort       |
| 2010 - 2013 | Guido Moons        |
| 2013 - 2018 | Bart De Valck      |
| 2018        | Hugo Maes          |

## Sources
- (nl) Cet article est partiellement ou en totalité issu de l’article de Wikipédia en néerlandais intitulé « Vlaamse Volksbeweging » (voir la liste des auteurs).